# Nagroda im. Włodzimierza Pietrzaka
Nagroda Młodych im. Włodzimierza Pietrzaka – polska nagroda, przyznawana na początku przez środowisko Dziś i Jutro, następnie przez Stowarzyszenie „Pax”, a od 1997 przez Katolickie Stowarzyszenie „Civitas Christiana”.
Idea tej nagrody powstała w lutym 1948. Po raz pierwszy została przyznana i wręczona 25 kwietnia 1948.
Patronem nagrody był Włodzimierz Pietrzak, ps. Balk, poległy na barykadach powstania warszawskiego żołnierz plutonu „Mieczyki” w batalionie „Czata 49”, związanego z konspiracyjną grupą literacką „Sztuka i Naród”.
Łącznie w latach 1948–1984 przyznano 302 nagrody. Wśród laureatów było 21 księży, z czego 14 otrzymało nagrody naukowe.
Nagroda przyznawana jest za wybitną twórczość naukową, artystyczną, literacką, osiągnięcia w pracy formacyjnej, kulturalno-społecznej i edukacyjnej, będące świadectwem uniwersalnych wartości i postaw ludzkich, chrześcijańskich i patriotycznych. Przyznawana jest w kilku kategoriach: naukowej, artystycznej, literackiej, zagranicznej, młodych, zespołowej oraz specjalnej.

## Nagrodzeni[4]
- Zofia Badura
- bp prof. Bohdan Bejze,
- dr John Billing,
- Augustyn Bloch,
- Roman Brandstaetter,
- Janka Bryl,
- Ernest Bryll,
- Tibor Csorba,
- Jan Dobraczyński,
- prof. dr Włodzimierz Fijałkowski,
- Antoni Gołubiew,
- o. Jan Góra OP,
- Henryk Mikołaj Górecki,
- Władysław Jan Grabski,
- Zbigniew Jankowski,
- ks. Ludwik Kamilewski,
- Zofia Kossak-Szczucka,
- Janusz Krasiński,
- Antonina Krzysztoń,
- Maria Kuncewiczowa[5],
- Zygmunt Latoszewski,
- René Laurentin[6],
- abp Kazimierz Majdański,
- Leszek Mądzik,
- ks. prof. Jerzy Mirewicz TJ,
- Stanisław Moryto,
- Czesław Niemen,
- Piotr Nitecki[7],
- bp Jan Olszański,
- ks. Jan Palusiński SDB,
- Krzysztof Penderecki,
- bp Jan Purwiński,
- prof. dr hab. Eugeniusz Rybka[8]
- kard. Kazimierz Świątek,
- abp przemyski Ignacy Tokarczuk,
- o. Jerzy Tomziński OSPPE,
- bp Marcjan Trofimiak,
- ks. Jan Twardowski,
- Romuald Twardowski,
- o. Józef Warszawski TJ,
- Instytut Prymasowski Kardynała Stefana Wyszyńskiego,
- Instytut Studiów nad Rodziną,
- Instytut Wydawniczy Pax,
- Katolicki Uniwersytet Lubelski.

Nagrodą specjalną wyróżniono Liceum Ogólnokształcące pw. św. Augustyna (1979).